# Amblyolpium biaroliatum
Amblyolpium biaroliatum är en spindeldjursart som först beskrevs av Tömösváry 1884.  Amblyolpium biaroliatum ingår i släktet Amblyolpium och familjen Garypinidae. Inga underarter finns listade i Catalogue of Life.